# Maurice Bodson

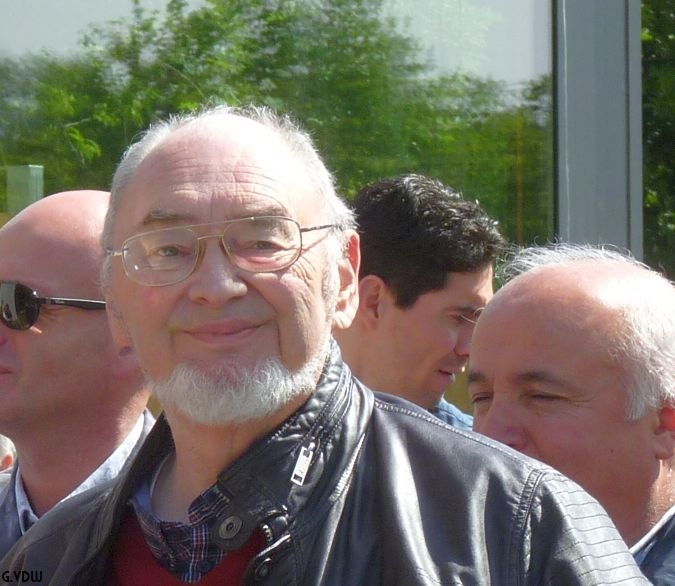
Maurice Bodson (2017)

Maurice Bodson (Strépy-Bracquegnies, 8 oktober 1944 – La Louvière, 24 oktober 2020) was een Belgisch politicus. Hij was lid van het Waals Parlement.

## Levensloop
Als onderwijzer, econoom en directeur van een opleidingscentrum trad Bodson al op jonge leeftijd toe tot de socialistische rangen en was sinds 1959 lid van de Socialistische Jonge Wacht in zijn geboortedorp. Later werd hij er de lokale secretaris van en nog later werd hij nationaal secretaris en ondervoorzitter van de nationale afdeling van de SJW. Hierdoor trad in 1968 toe tot het nationale bureau van de Belgische Socialistische Partij.
In 1970 werd hij verkozen tot gemeenteraadslid van zijn geboortedorp en werd er onmiddellijk schepen tot in 1976. In dat jaar fuseerde Strépy-Bracquegnies met La Louvière. In La Louvière werd hij gemeenteraadslid en van 1985 tot 1995 was hij er ook schepen. Tevens werd hij actief in verschillende verenigingen en associaties.
Nadat hij op verschillende ministeriële kabinetten werkte, werd hij in juli 1995 voor de Parti Socialiste lid van het Waals Parlement en van het Parlement van de Franse Gemeenschap ter vervanging van minister Willy Taminiaux en bleef er zetelen tot in 2004. Van 2005 tot 2009 was hij opnieuw lid van beide parlementen en in 2009 stelde hij zich niet meer verkiesbaar. In januari 2011 beëindigde hij zijn politieke loopbaan en nam hij ontslag als gemeenteraadslid van La Louvière. Hij bleef wel actief in het verenigingsleven.
Maurice Bodson overleed in 2020 op 76-jarige leeftijd.